# Finsteres Loch (Thüringer Wald)

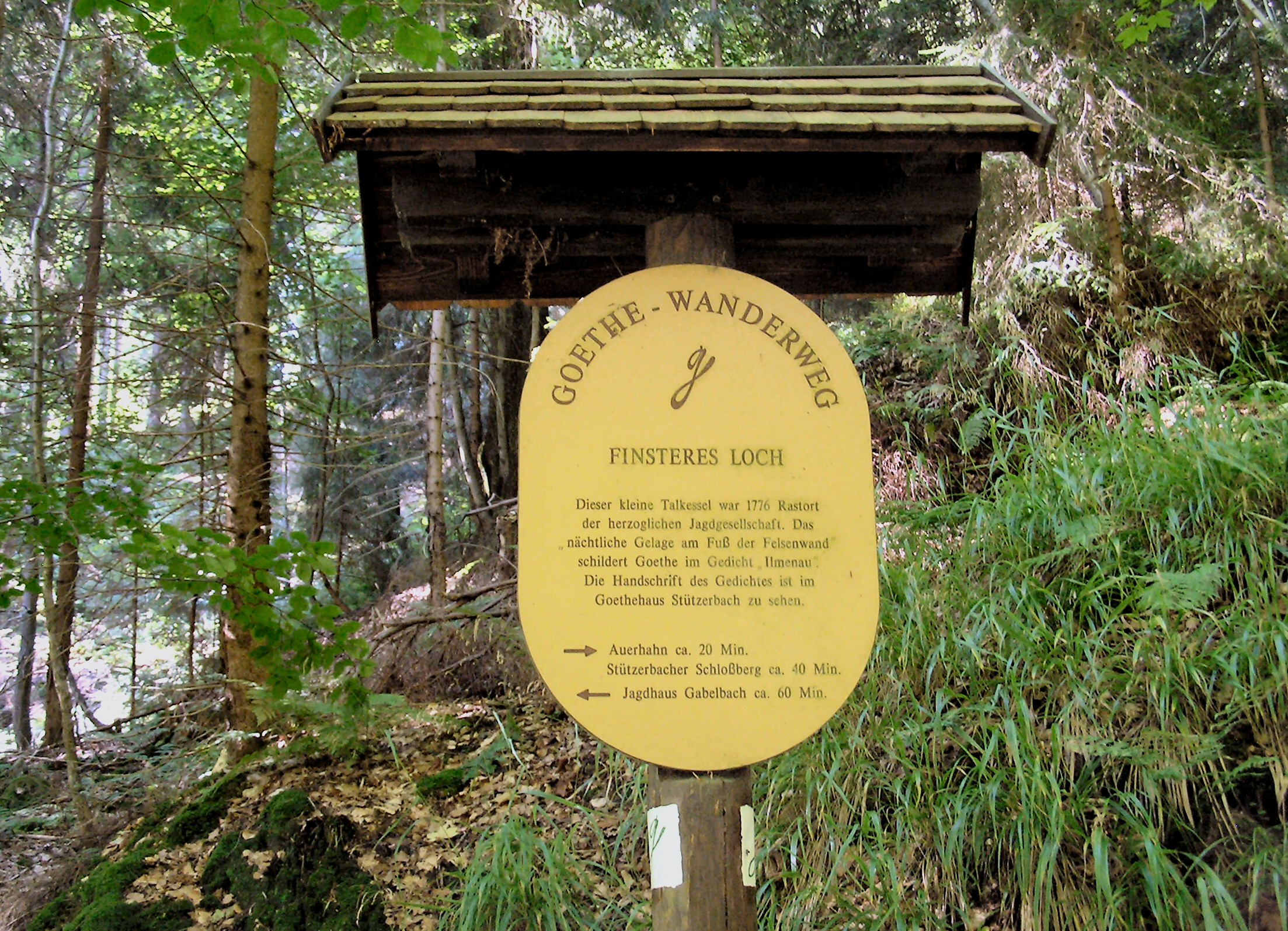
Infotafel

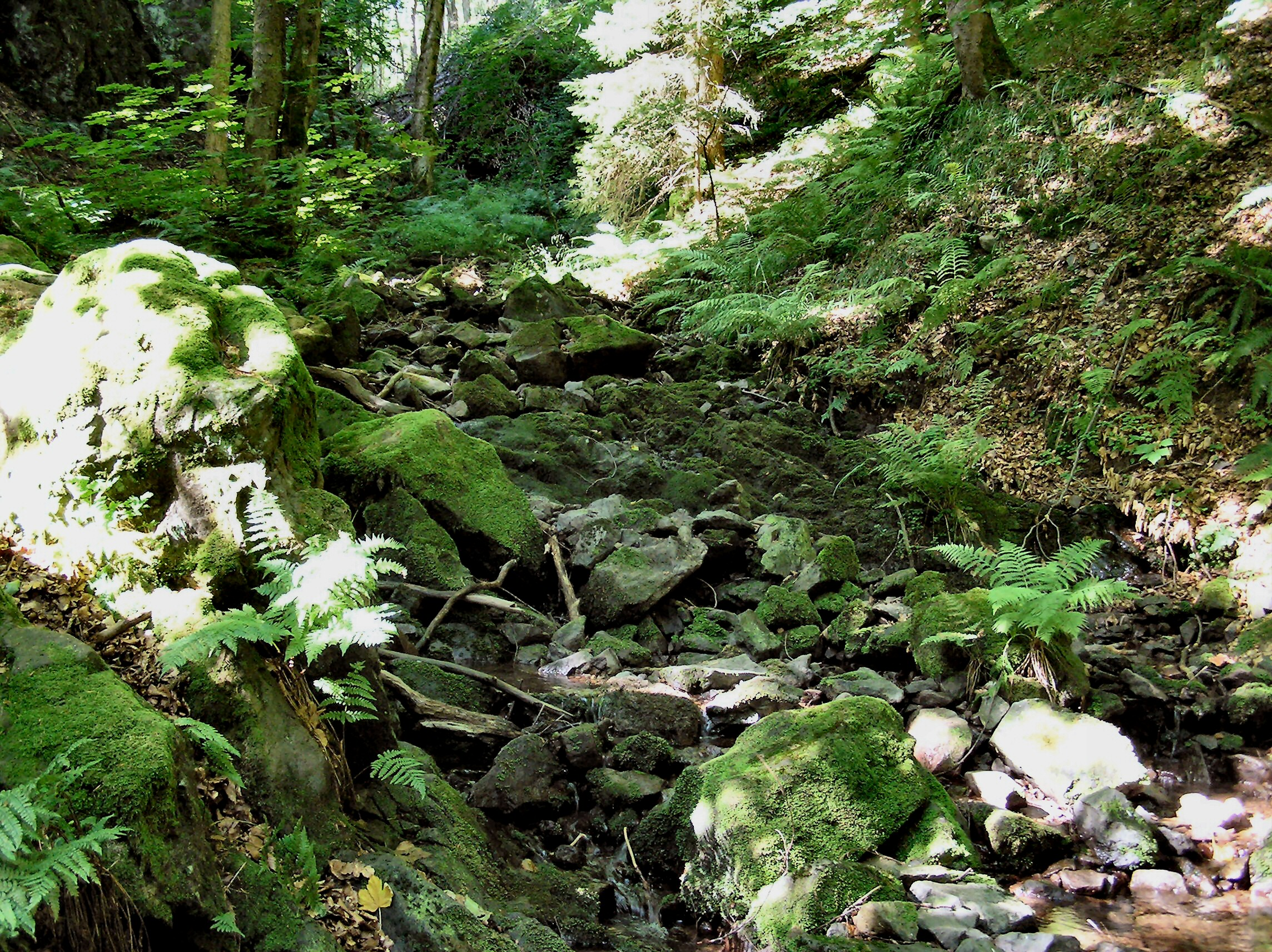
Felsenschlucht

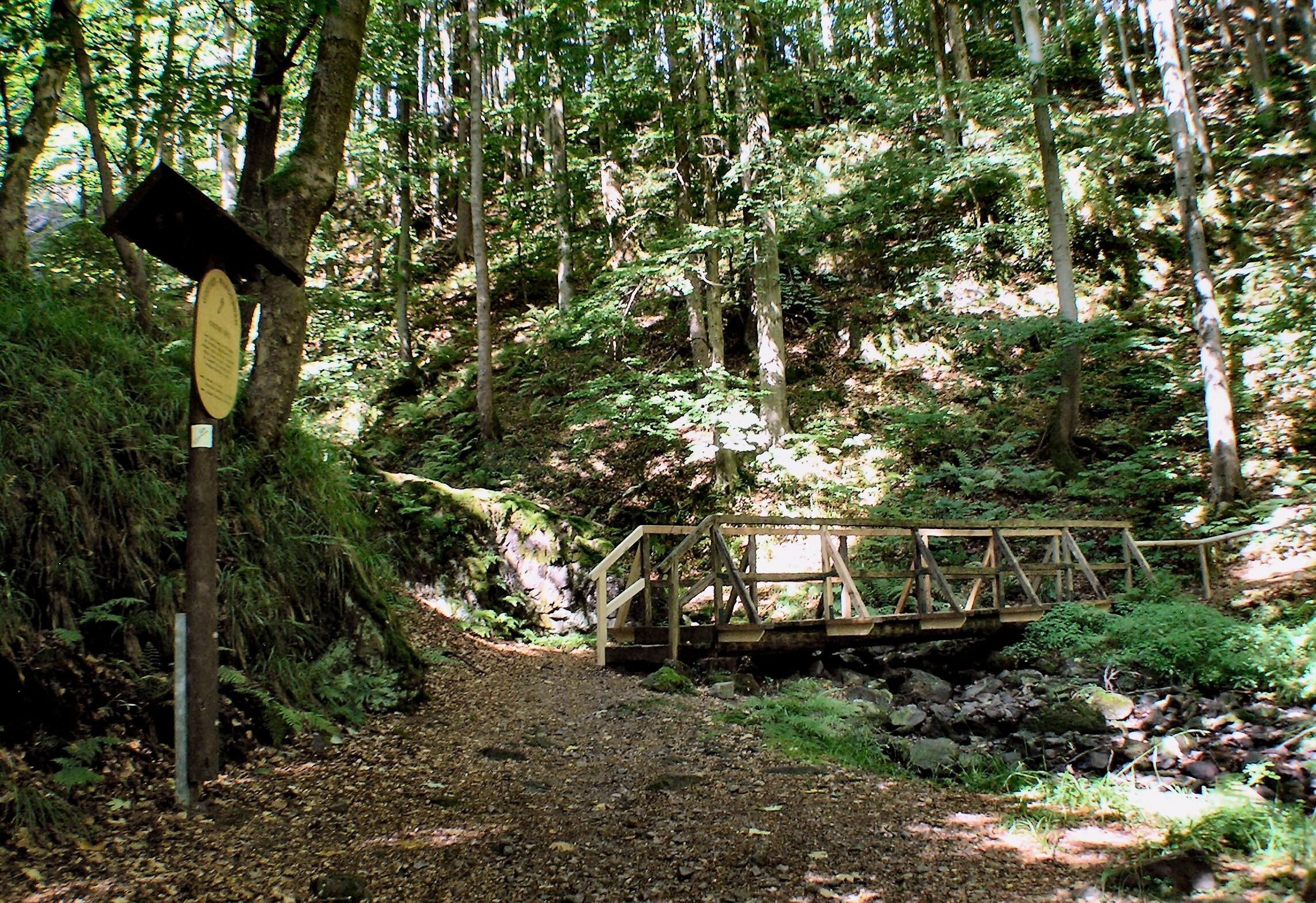
Brücke

Das Finstere Loch ist eine dicht bewaldete Felsenschlucht mit einem kleinen Wasserfall im obersten Teil des Schortetales im Thüringer Wald. Es liegt etwa 1,5 km südöstlich von Stützerbach im Ilm-Kreis, der Goethewanderweg Ilmenau–Stützerbach führt daran vorbei.
Bekanntheit erlangte das Finstere Loch im Jahre 1783, denn dort fand ein großes nächtliches Jagdlager am Fuße eines Felsens statt, das Johann Wolfgang von Goethe in seinem Gedicht Ilmenau poetisch verarbeitete. Dieses Gedicht überreichte er am 3. September 1783 dem Herzog Carl August (1757–1828) von Sachsen-Weimar anlässlich dessen 26. Geburtstags. Die Handschrift des Gedichtes ist im Goethemuseum in Stützerbach zu sehen.
Koordinaten: 50° 37′ 59″ N, 10° 53′ 9″ O